# Tour do Mar da China Meridional
O Tour do Mar da China Meridional (oficialmente: Tour of South China Sea) foi uma corrida de ciclismo profissional chinesa, que foi disputada ao redor do mar da China Meridional (Honguecongue) e Macau, no mês de dezembro.
Sua primeira edição foi disputada em 1999, fazendo parte da UCI Asia Tour desde 2005, dentro da categoria 2 (também última de profissionalismo) inicialmente 2.2 e 1.2 em sua última edição que foi disputada em uma única etapa. A edição de 2009 não foi disputada.
A competição sempre tinha entre 6 e 8 etapas, com exceção da última edição acima mencionada, que disputou em uma única etapa.
Foi organizado pela Hong Kong Cycling Association.

## Palmarés
| Ano  | Vencedor             | Segundo         | Terceiro            |
| ---- | -------------------- | --------------- | ------------------- |
| 1999 | Kam Po Wong          | Glen Mitchell   | Brendan Vesty       |
| 2000 | Neil McDonald        | Siu-Lun Ho      | Malcolm Lange       |
| 2001 | Kam Po Wong          | Neil McDonald   | Masahiko Mifune     |
| 2002 | Nicholas White       | Phil Thuaux     | Mark Roland         |
| 2003 | Oleg Griškin         | Kam Po Wong     | Peter Milostic      |
| 2004 | Aleksandr Khatuntsev | Ngai Ching Wong | Kam Po Wong         |
| 2005 | Kin San Wu           | Kam Po Wong     | Fang Xu             |
| 2006 | Aleksandr Khatuntsev | Wang Yip Tang   | Haijun Ma           |
| 2007 | Wang Yip Tang        | Kong Tsui       | Jacob Gramm Nielsen |
| 2008 | Gang Xu              | Micael Isidoro  | Michael Fitzgerald  |
| 2009 | Não foi disputado    |                 |                     |
| 2010 | Kazuhiro Mori        | Ki Ho Choi      | Sam Davis           |

## Palmarés por país
| País          | Vitórias |
| ------------- | -------- |
| Hong Kong     | 4        |
| Rússia        | 3        |
| África do Sul | 2        |
| China         | 1        |
| Japão         | 1        |